# Конвой «Вевак № 20»
Конвой «Вевак № 20» — японський конвой часів Другої світової війни, проведення якого відбувалось у лютому 1944-го.
Пунктом призначення конвою був Вевак на північному узбережжі Нової Гвінеї, де розміщувався головний японський гарнізон на цьому острові. Вихідним пунктом став Палау — важливий транспортний хаб на заході Каролінських островів.
До складу конвою увійшли транспорти «Кібі-Мару», «Наріта-Мару», «Таєй-Мару» (Taiei Maru) та «Дайген-Мару № 3», тоді як охорону забезпечували мисливець за підводними човнами CH-35 та допоміжні мисливці за підводними човнами CHa-3 та CHa-63.
Загін вийшов з порту 23 лютого 1944-го, а 26 лютого менш ніж за три сотні кілометрів від порту Холландія (наразі Джаяпура) американський підводний човен Gato атакував та потопив «Дайген-Мару № 3». Разом із транспортом загинуло майже шість сотень осіб (більшість з них були військовослужбовцями 66-го піхотного полку), проте «Наріта-Мару» вдалось врятувати близько семисот військовослужбовців. Кораблі охорони скинули 26 глибинних бомб, проте не змогли досягнути якогось успіху.
27 лютого конвой прибув до Холландії. Відомо, що 29 лютого щонайменше «Наріта-Мару» перебувало в районі дещо менш ніж за сотню кілометрів на схід від Холландії (можливо відзначити, що Вевак лежить за три з половиною сотні кілометрів на схід від Холландії), де атаковане й пошкоджене літаками американської армійської авіації. Це змусило «Наріта-Мару» залишитись у Холландії, де його 12 квітня добила авіація.
Що стосується CH-35, то він повернувся на Палау та вже 12 березня вийшов звідти з новим конвоєм «Вевак № 21».